# Karl Wilhelm Ramler
Karl Wilhelm Ramler (25. února 1725 Kolobřeh – 11. dubna 1798 Berlín) byl německý básník, novinář a hudebník.
Roku 1746 se stal domácím učitelem, o dva roky později se stal profesorem filosofie, logiky a literatury v kadetní škole. Roku 1786 se stal zástupcem ředitele a o dva roky později ředitelem Královského národního divadla.